# 奥斯马尔·伊瓦涅斯
奥斯马尔·伊瓦涅斯·巴尔瓦（Osmar Ibáñez Barba，1988年6月5日－），西班牙足球运动员，司职后卫，现效力于經典K聯賽球會FC首爾。奥斯马尔出自桑坦德竞技青训体系，之后效力过泰超球队武里南联。2016赛季起，奥斯马尔出任FC首尔足球队队长，成为俱乐部史首位外籍队长。

## 荣誉

### 武里南联
- 泰国足球超级联赛：2013
- 泰国足协杯：2012，2013
- 泰国联赛杯：2012，2013
- 超级杯：2013

### FC首爾
- 韩国足协杯：2015

### 个人
- 2013年泰国足球超级联赛年度后卫
- 2013年泰国足球超级联赛最佳阵容